# Mahencyrtus indicus
Mahencyrtus indicus är en stekelart som beskrevs av Singh och Agarwal 1993. Mahencyrtus indicus ingår i släktet Mahencyrtus och familjen sköldlussteklar. Inga underarter finns listade i Catalogue of Life.